# ポケットモンスターのスピンオフゲーム
ポケットモンスターのスピンオフゲームでは、『ポケットモンスター』を題材とするコンピュータゲーム作品のうち、メインのRPGシリーズ（本編）以外の作品（いわゆる外伝作品）について記述する。作品の詳細はそれぞれの項目を参照。発売日はいずれも日本国内におけるものである。

## 家庭用ゲーム機向けソフト
本編同様任天堂のゲーム機でリリースされたゲームソフト。発売日が「発売」となっているものはパッケージソフト、「配信開始」となっているものはダウンロードソフト。複数の形態で発売された作品は、先にリリースされたものを優先的に記述する。
なお以下のダウンロードソフト（バーチャルコンソール、パッケージソフトのダウンロード版、追加コンテンツ含む）のうち、Wiiで配信されたものは2019年に、ニンテンドー3DSとWii Uで配信されたものは2023年にそれぞれのオンラインストアが一部サービスを終了したため、すでに新規購入はできなくなっている。

### ポケモンスタジアム
ゲームボーイの本編で捕まえたポケモンを、よりよい環境で対戦したりより多く保管することができるツールとしてのソフト。従来の平面なゲームボーイでの対戦をNINTENDO64に移植することにより、ポケモンの3D化が実現した。おまけ機能も充実している。プレイヤーのデータ等の読み込みは、ゲームボーイのカートリッジから64GBパックを介する形がとられている。
『2』と『金銀』は後にNINTENDO 64 Nintendo Switch Onlineで配信。
ポケモンスタジアム（NINTENDO 64）/1998年8月1日発売
シリーズ1作目にしてポケモン初の外伝ゲームソフト。ポケモンは全種使用できず40種に限られた。後から64DDの追加ディスクにより、キャラクターデータを追加する予定があったが、実現しなかった。
ポケモンスタジアム2（NINTENDO64）/1999年4月30日発売
前作に各機能が強化され、当時の全ポケモン151種が参加できるようになった。また、日本国外でのポケモンスタジアムはこれが1作目。
対戦ルールは6種類と、シリーズ中でもっとも多彩である。
GB版のプレイでは複数から1匹選択しなければならなかったポケモンを、プレゼントという形でいくらでも入手することができ、『金・銀・クリスタル』に送ると他では入手不可のアイテムを持っている。
ポケモンスタジアム金銀（NINTENDO64）/2000年12月14日発売
『金・銀・クリスタル』に対応したバージョン。ミニゲーム、ポケモンに関する資料が豊富で、攻略本の代わりにもなる。日本国外では2作目として発売された。

### ポケモンカードゲーム
ポケモンカードゲームを題材にしたシリーズ。30枚一組または60枚一組のデッキを組み、「サイドカード」と呼ばれる、ポケモンを「きぜつ」させたときに得られるカードをすべて取るか場にポケモンがいなくなった場合に勝敗が決まる。GBの2作品は旧シリーズのポケモンカードがベースなので、ルールなどは現行と異なる部分も多い。
ポケモンカードGB（ゲームボーイ）/1998年12月18日発売
プレイするうちにルールをわかってもらうことを目的として作られ、対戦相手がいなくても手軽にプレイできるのが特徴。8人のクラブマスター、4人のグランドマスターに勝ち抜くことを目的としている。初期のスターターパックと第3弾までの拡張パックのほか、本ゲームオリジナルのカードも多数収録されている。
後に3DSのバーチャルコンソールとゲームボーイ Nintendo Switch Onlineで配信。
ポケモンカードGB2 GR団参上!（ゲームボーイ）/2001年3月28日発売
1作目の続編。拡張パック第4弾と拡張シートシリーズを新たに収録しただけでなく、GR団を倒していく設定になっており、ストーリー要素が充実している。ただし、1作目との通信は不可能。
ポケモンカードゲームあそびかたDS（ニンテンドーDS）/2011年8月5日発売
ポケモンカードゲームの遊び方を学ぶことができるソフト。ポケモンカードゲームBWの「はじめてセット+」に同梱する形で販売され、単品販売はされなかった。
ルールの解説のほか、CPUとの模擬バトルができる。

### ポケモンスナップ
ポケモンが生息する島を訪れてポケモンの生態を写真に収めていくゲーム。
ポケモンスナップ (NINTENDO64) /1999年3月21日発売
主人公はポケモン写真家のトオル。アイテムを駆使することで、あらゆる場面を作り出せる。オーキド博士も写真評価の役で登場する。
カセットをローソンに持ち込むと、写真データをシールにしてもらえるサービスもあった（現在はすでに終了）。
後にWiiとWii UのバーチャルコンソールとNINTENDO 64 Nintendo Switch Onlineで配信。
New ポケモンスナップ (Nintendo Switch) /2021年4月30日発売
『ポケモンスナップ』のゲーム性をベースにした新作。

### ポケモンピンボール
ステージを行き来し、ポケモンを捕まえる要素を盛り込んだピンボール。持ち玉はもちろんモンスターボールで、玉や障害物もポケモンになっている。ボーナスステージなどもある。
ポケモンピンボール（ゲームボーイ）/1999年4月14日発売
最大の特徴は本作に実装された電池駆動式の振動装置で、ゲーム画面上でポケモンの仕掛けにボールがヒットすると、そのたびにソフト自体が振動した。
ポケモンピンボール ルビー&サファイア（ゲームボーイアドバンス）/2003年8月1日発売
『ルビー・サファイア』に出てくるポケモンが新たに登場。基本的なシステムは前作と同じ。
後にWii Uのバーチャルコンソールで配信。

### ポケモンコロシアム
ジニアス・ソノリティが開発した、オーレ地方を舞台とするRPG作品。心を閉ざされたポケモン「ダークポケモン」をスナッチ&リライブと呼ばれる方法で元に戻すのが主な目的。シナリオ中の戦闘は全てダブルバトルになっている。シナリオ内で入手したポケモンは、クリア後に通信交換でゲームボーイアドバンスの本編に転送できる。『スタジアム』シリーズの系譜も受け継いでおり、『ルビー・サファイア・エメラルド』『ファイアレッド・リーフグリーン』のデータで3D対戦も可能。
ポケモンコロシアム（ニンテンドー ゲームキューブ）/2003年11月21日発売
シナリオ内で『ルビー・サファイア』『ファイアレッド・リーフグリーン』で入手できなかった『金・銀』のポケモンが多数入手できることが特徴で、『エメラルド』が発売されるまでは全国図鑑の完成に本作が必須だった。
オリジナルカラーの「メモリーカード59」（クリアブラック）を同梱。予約特典として、セレビィが入手できる「拡張ディスク」が付属した。
ジニアス・ソノリティの処女作。
ポケモンXD 闇の旋風ダーク・ルギア（ニンテンドーゲームキューブ）/2005年8月4日発売
『コロシアム』の5年後が舞台。リライブの手段やダーク技が増えた一方、対戦機能は大部分がオミットされており、メモリーカードも同梱されていない。
当時の新ポケモン、ゴンベとウソハチが先行登場している（ただし捕獲はできない）。

### ポケモントローゼ
ジニアス・ソノリティが開発した、ポケモンの顔をしたコマを縦か横に並べてトローゼする（消す）パズルゲーム。他の作品と打って変わりポップなキャラクターデザインが採用されている。
ポケモントローゼ（ニンテンドーDS）/2005年10月20日発売
シリーズ1作目。ポケモンのパズルゲームとしては珍しく、シナリオ要素が存在する。
ポケモンバトルトローゼ（ニンテンドー3DS）/2014年3月12日配信開始
シリーズ2作目。バトルをマッチ3ゲームで行うシステムになっている。
ポケとる（ニンテンドー3DS・iOS・Android）/2015年2月18日配信開始（3DS）、同年8月25日配信開始（iOS・Android）
『トローゼ』の流れをくむパズルゲーム。
ポケモンシリーズとしては初の基本プレイ無料&アイテム課金型のソフト。1回遊ぶためにライフが1つ必要となり、ライフは30分で1つ回復するため、連続で何度も遊びたい際に「ホウセキ」などをニンテンドーeショップ経由で購入する。課金の仕組みなどは公式サイトで確認が可能。
後にiOS・Android向け「ポケとる スマホ版」も配信開始。内容自体は3DS版と同じであるが、アイテムの金額などが異なる。

### ポケモン不思議のダンジョン
スパイク・チュンソフト（旧・チュンソフト）が開発した、同社の『不思議のダンジョン』シリーズのポケモン版。ポケモンだけが暮らす異世界を舞台に、人間からポケモンになってしまった主人公が、友達（パートナー）になったポケモンと冒険を繰り広げるローグライクゲーム。当初は本編同様に、登場するポケモンなどが一部異なる複数のバージョンを同時にリリースしていた。
ポケモン不思議のダンジョン 青の救助隊・赤の救助隊（ニンテンドーDS・ゲームボーイアドバンス）/2005年11月17日発売
ニンテンドーDS版「青の救助隊」とゲームボーイアドバンス版「赤の救助隊」が同時発売。どちらも後にWii Uのバーチャルコンソールで配信。『赤の救助隊』は後にゲームボーイアドバンス Nintendo Switch Onlineでも配信。
この作品にはルカリオなどの『ダイヤモンド・パール』で初登場するポケモンも一部先行登場した。
『青の救助隊』は、DS本体に『赤の救助隊』以外の一部のGBAカートリッジをニンテンドーDSに刺したまま遊ぶと、そのカートリッジのセーブデータが消えてしまう不具合もあった。
ポケモン不思議のダンジョン 救助隊DX（Nintendo Switch）/2020年3月6日発売
「青の救助隊・赤の救助隊」のリメイク作品。スパイク・チュンソフト名義。
ポケモン不思議のダンジョン 時の探検隊・闇の探検隊（ニンテンドーDS）/2007年9月13日発売
シリーズ2作目。
ポケモン不思議のダンジョン 空の探検隊（ニンテンドーDS）/2009年4月18日発売
『時の探検隊・闇の探検隊』のマイナーチェンジ版。後にWii Uのバーチャルコンソールで配信。
ポケモン不思議のダンジョン すすめ!炎の冒険団・いくぞ!嵐の冒険団・めざせ!光の冒険団（Wiiウェア）/2009年8月4日配信開始
シリーズ3作目。本作までチュンソフト名義。
ポケモン不思議のダンジョン マグナゲートと∞迷宮（ニンテンドー3DS）/2012年11月23日発売
シリーズ4作目。シリーズでは唯一、当時登場済のポケモンが全種類登場していない。ニンテンドープリペイドを使用したダウンロードコンテンツを実装。本作よりスパイク・チュンソフト名義。
ポケモン超不思議のダンジョン（ニンテンドー3DS）/2015年9月17日発売
シリーズ5作目。

### ポケモンレンジャー
DSの下画面を駆使したアクションアドベンチャー。主人公はポケモンレンジャーという職業になり、キャプチャ・スタイラーという道具を使ってポケモンを仲間にできる。しかしレンジャーはポケモントレーナーとは異なり、仲間になったポケモンに一度力を借りたら自然に帰さなくてはいけない（リリース）。期間限定で配信されたミッションで入手したポケモンは、一部本編のソフトに転送することもできた。3作品とも後にWii Uのバーチャルコンソールで配信。
ポケモンレンジャー（ニンテンドーDS）/2006年3月23日発売
シリーズ1作目。舞台となるのはフィオレ地方。
本編以外のソフトでは唯一映画と連動したデータ配布が行われた。
ポケモンレンジャー バトナージ（ニンテンドーDS）/2008年3月20日発売
シリーズ2作目。舞台となるのはアルミア地方。
ポケモンレンジャー 光の軌跡（ニンテンドーDS）/2010年3月6日発売
シリーズ3作目。舞台となるのはオブリビア地方。

### ポケモンスクランブル
「ふしぎなネジ」によって動くポケモンのおもちゃを操り、他のポケモンのおもちゃを倒していくアクションゲーム。スマートフォン向け専用ソフト（アプリ）『ポケモンスクランブルSP』に関しては後述。
乱戦!ポケモンスクランブル（Wiiウェア）/2009年6月16日配信開始
シリーズ1作目。Wiiウェア初のポケモン作品。
スーパーポケモンスクランブル（ニンテンドー3DS）/2011年8月11日発売
シリーズ2作目。イッシュ地方のポケモンも登場し、当時の全種類（646種）のポケモンが一斉登場する。
ポケモンスクランブル U（Wii U）/2013年4月24日配信開始
シリーズ3作目。ポケモンシリーズ初のHD対応ソフト。専用のNFCフィギュアとの連動も可能だった。
みんなのポケモンスクランブル（ニンテンドー3DS）/2015年4月8日配信開始（ダウンロード版）、同年11月19日発売（パッケージ版）
シリーズ4作目。ダウンロード版は基本プレイ無料のアイテム課金型ソフト。課金には上限が定められており、後に課金要素を全て収録したパッケージ版も発売された。

### ポケパーク
ポケモンたちの遊び場「ポケパーク」をめぐるアクションアドベンチャー。2005年に期間限定でオープンした遊園地『Pokémon The Park 2005』とは直接の関連性はない。
ポケパークWii 〜ピカチュウの大冒険〜（Wii）/2009年12月5日発売
シリーズ1作目。
後にWii Uで配信。
ポケパーク2 〜Beyond the World〜（Wii）/2011年11月12日発売
シリーズ2作目。イッシュ地方のポケモンが新たに登場するほか、フィールド上ではピカチュウ以外にツタージャ、ポカブ、ミジュマルが操作可能となった。

### ポケモン立体図鑑
ポケモンの3Dモデルを観賞したり、ARコードを利用して写真を撮ったりすることができるダウンロードソフト。
ポケモン立体図鑑BW（ニンテンドー3DS）/2011年6月17日配信開始
『ブラック・ホワイト』で初登場したイッシュ地方のポケモン153種類（当時）を収録。無料で配信された。
『全国図鑑pro』の配信開始に伴い2012年6月に配信を終了。
ポケモン全国図鑑Pro（ニンテンドー3DS・iOS）/2012年7月14日配信開始（3DS）、同年11月16日配信開始（iOS）
『立体図鑑BW』のバージョンアップ版。当時の全ポケモン649種類を収録。新機能も追加された。
後にiOS版「ポケモン図鑑 for iOS」もリリースされ、2015年11月に配信を終了。

### 名探偵ピカチュウ
ピカチュウと共に謎を解くストーリー形式のアドベンチャーゲーム。渋い男性の声で話す風変わりなピカチュウが特徴。
名探偵ピカチュウ 〜新コンビ誕生〜（ニンテンドー3DS）/2016年2月3日配信開始
完全版のリリースに伴い2018年1月に配信を終了。
名探偵ピカチュウ（ニンテンドー3DS）/2018年3月23日発売
『新コンビ誕生』に、新たなシナリオなどを大幅に追加した完全版。
帰ってきた 名探偵ピカチュウ（Nintendo Switch）/2023年10月6日発売
完結編となる続編。

### 単発作品
ピカチュウげんきでちゅう (NINTENDO64) /1998年12月12日発売
音声認識システム「NINTENDO64 VRS」同梱。家庭用テレビゲームとしては世界初の音声認識を利用したゲーム。オーキド博士から与えられた翻訳機（ポケットヘルパー）を使い、ピカチュウとコミュニケーションを取りながら親睦を深めていく。音声認識システムには、NEC開発の「アルトーカー (LSI)」を採用。
ポケモンでパネポン（ゲームボーイカラー専用）/2000年9月21日発売
インテリジェントシステムズが開発した『パネルでポン』のシステムはそのままに、キャラクターを『金・銀』を中心としたポケモンに変更した落ち物パズル。
海外では同じく『パネルでポン』のシステムを流用し、アニメ版のキャラクターを採用した『Pokémon Puzzle League』（ポケモンパズルリーグ）がNINTENDO64で発売されたが、日本では未発売。
ポケモンボックス ルビー&サファイア（ニンテンドーゲームキューブ）/2003年5月30日発売
『スタジアム』に存在した、本編で捕まえたポケモンを保管する機能を単独ソフト化したツール。最大1500匹まで預けることが可能。ポケモンの駒を並べて眺めることもできる。
『ルビー・サファイア』のみならず、後に発売された『ファイアレッド・リーフグリーン』『エメラルド』にも対応。単体に加え、GBAケーブル同梱版も発売された。どちらもオリジナルカラーの「メモリーカード59」（クリアブルー&クリアレッド）を同梱。大容量である「メモリーカード251」「メモリーカード1019（日本国内未発売）」には対応していない。
ポケモンチャンネル 〜ピカチュウといっしょ!〜（ニンテンドーゲームキューブ）/2003年7月18日発売
テレビ局「ポケモンチャンネル」から放映される番組をピカチュウと一緒に観たり、お買い物したり、様々な場所へ連れて歩くことで、親睦を深めていく。30分以上に渡るオリジナルアニメ「ピチュピチュブラザーズ」が収録されているのも特徴。ポケモン映画のプロモーション映像が収録された「番組拡張ディスク」とカードeリーダー+用カード3枚を同梱。
ポケモンダッシュ（ニンテンドーDS）/2004年12月2日発売
DS本体と同時発売されたロンチタイトル。DSの特徴であるタッチペン（スタイラス）を使ったレースゲーム。画面にタッチペンをスライドさせる事でピカチュウをその方向にダッシュさせる事が出来る。また、ワイヤレス通信を使用した通信対戦で、最大2人から6人の対戦が可能。ただし、使えるキャラクターはピカチュウのみ。
レギュラーカップクリア後に、ニンテンドーDS本体に本ゲーム対応のGBA用ソフトも差し込めばGBA用ソフトの手持ちポケモンのデータを送り込む事ができ、GBA用ソフトの手持ちポケモンの形をしたマップが登場する。
この作品において、映画版に先行登場したゴンベがゲームに初登場した。
ポケモンバトルレボリューション（Wii）/2006年12月14日発売
『スタジアム』の系譜を継ぐ3D対戦型ソフト。『ダイヤモンド・パール・プラチナ』『ハートゴールド・ソウルシルバー』のデータで3D対戦ができる。
これまでの対戦型ソフトでは、初代『スタジアム』で作られたモデルやモーションが『XD』までそのまま流用されていたが、本作では多くのポケモンのグラフィックが一新されており、実況も復活した。当時は「ともだちコード」の交換無しでのWi-Fi対戦（ランダムマッチ）ができる唯一の手段だった。
みんなのポケモン牧場（Wiiウェア）/2008年3月25日配信開始、同年11月5日配信開始（プラチナ対応版）
『ダイヤモンド・パール』で捕まえたポケモンと触れ合うことのできるコミュニケーションソフト。後にバージョンアップで『プラチナ』にも対応した。
『ダイヤモンド・パール・プラチナ』におけるボックスソフトとして使用することもできるが、機能は過去作品に比べて大幅に制限されている。
バトル&ゲット! ポケモンタイピングDS（ニンテンドーDS）/2011年4月21日発売
ポケモンを題材にしたタイピングアクションゲーム。ワイヤレスキーボード同梱。
ポケモン+ノブナガの野望（ニンテンドーDS）/2012年3月17日発売
コーエーテクモゲームスの『信長の野望シリーズ』とのコラボレーション作品。戦国武将（「ブショーリーダー」）とパートナーポケモンによる国盗りシミュレーションゲーム。世界観は戦国時代のようになっており、キャラクターは『戦国無双3』に準じたものとなっている。
ポケモンARサーチャー（ニンテンドー3DS）/2012年6月23日配信開始
3DSのAR（拡張現実）機能を活用したシューティングゲーム。捕まえたポケモンは『ブラック2・ホワイト2』に転送できる。
ポケモンバンク（ニンテンドー3DS）/2013年12月25日配信開始
『X・Y』以降の3DS作品で使用できるポケモン保管用（ボックス）ソフト。サーバ上に最大3000匹のポケモンを預けることができる。
かつては利用には年間使用料が必要だった。2023年以降は新規ダウンロード不可能になった代わりに既存のユーザーは無償で利用できるようになった。
ポケムーバー（ニンテンドー3DS）/2013年12月25日配信開始
『ポケモンバンク』に付属するツール。『ブラック・ホワイト』『ブラック2・ホワイト2』やバーチャルコンソール版『赤・緑・青・ピカチュウ』『金・銀・クリスタル』から『ポケモンバンク』にポケモンを転送することができる。
とうぞくと1000びきのポケモン（ニンテンドー3DS）/2014年6月5日配信開始
3DSのすれちがい通信機能を活用したゲーム。2014年の映画『破壊の繭とディアンシー』の宣伝活動の一環として配信されたものであり、同映画のキャラクターが登場する。
2014年9月をもって配信を終了。
ポケモンアートアカデミー（ニンテンドー3DS）/2014年6月19日発売
『絵心教室』のポケモン版。ポケモンをモチーフにイラストの描き方を習得していくペイントソフト。
ポケモンピクロス（ニンテンドー3DS）/2015年12月2日配信開始
ポケモンを題材にしたピクロスのゲーム。基本プレイ無料のアイテム課金型（上限あり）。問題数は300問以上収録されており、『X・Y』、『オメガルビー・アルファサファイア』に登場したすべてのメガシンカポケモンの問題も収録されている。
これとは別に、1999年春頃に各ゲーム誌でゲームボーイ・ゲームボーイカラー共通ソフト「ポケモンピクロス」が発売予定として紹介されていたが、未発売に終わった。
ポケモンクエスト（Nintendo Switch、iOS、Android）/2018年5月30日配信開始
しかくい形をしたポケモンを集めて冒険するわちゃわちゃ冒険RPG。基本プレイ無料で、一部アイテム課金あり。
Pokémon HOME（Nintendo Switch、iOS、Android）/2020年2月12日配信開始
ポケモン保管用（ボックス）クラウドサービス。Switch版では『Let's Go!ピカチュウ・Let's Go!イーブイ』以降の作品で捕まえたポケモンを預けることができ、スマートフォン版ではそれらを用いた通信交換などができる。『ポケモンバンク』からポケモンを移すこともできる。
Pokémon Café Mix（Nintendo Switch、iOS、Android）/2020年6月24日配信開始
画面をスワイプさせて同じ種類のポケモンを繋げて消していくパズルゲーム。基本プレイ無料で、一部アイテム課金あり。
Pokémon UNITE（Nintendo Switch、iOS、Android）/2021年7月21日配信開始
制限時間内に野生のポケモンを捕まえたり相手のポケモンを倒したりして得点を稼いでいく、5vs5のチーム戦略バトルゲーム（マルチプレイヤーオンラインバトルアリーナ〈MOBA〉）。『League of Legends』などで知られるテンセントゲームズとの共同開発。基本プレイ無料で、一部アイテム課金あり。
ポケモンフレンズ（Nintendo Switch、iOS、Android）/2025年7月22日配信開始
スマートフォン版は基本プレイ無料で、一部アイテム課金あり。Switch版は有料。

## 専用機器
ポケモンに特化した携帯型ゲーム機。
ポケットピカチュウ /1998年3月27日発売、1999年11月21日発売（カラー版）
歩数に応じて溜まる「ワット」を用いてピカチュウと触れ合う万歩計型育成ゲーム。後に液晶画面をカラー化し『金・銀・クリスタル』との連動機能などを追加した『ポケットピカチュウカラー 金・銀といっしょ!』もリリースされた。
この本体を流用し、ピカチュウ以外の別キャラクターに置き換えたゲーム機も存在する。
ポケモンミニ /2001年12月14日発売
非常に小型なサイズが特徴の携帯ゲーム機。ゲームボーイなどと同様のカートリッジ交換型のゲーム機であり、2001年から2002年にかけて計10タイトルがリリースされた（ポケモンミニ#ソフトウェアを参照）。

## アーケードゲーム
専用筐体による業務用アーケードゲーム。後に家庭用ゲーム機に移植されたものもこちらに含む。開発と発売は、『ポッ拳』と『メガゲット!』およびメダルゲーム各種はバンダイナムコエンターテインメント、それ以外はタカラトミーアーツ。
ポケモンバトリオ/2007年7月14日稼働開始
「パック」という円形のチップを用いてポケモンを呼び出し、ポケモンバトルを繰り広げるゲーム。
バージョンアップと名称を変更を繰り返したが、2012年5月をもって稼働を終了した。
ポケモントレッタ /2012年7月稼働開始
『バトリオ』の後継作品。本作では「トレッタ」という正方形型の専用チップを用いる。
2016年5月をもって稼働を終了した。
2013年8月10日には、トレッタを3DS本体で読み込むことができる3DS用パッケージソフト『ポケモントレッタラボ for ニンテンドー3DS』も発売された。
ポケモンカードゲームガチャ /2014年6月23日稼働開始
ミニゲーム機能付きのポケモンカードの自動販売機。通常は1回のプレイで3枚排出されるが、ゲームの結果によっては1枚多く排出される。『バトリオ』など異なり、排出されるカードを用いたゲーム機能はない。
ポッ拳 POKKÉN TOURNAMENT /2015年7月16日稼働開始
ポケモンシリーズ初のアーケード向け対戦型格闘ゲーム。バンダイナムコの『鉄拳シリーズ』や『ソウルキャリバーシリーズ』を手がけたスタッフが開発し、タイトルはポケモンと鉄拳を合わせたもの。一般的なアーケード用格闘ゲームと異なり、本体備え付けのレバー+ボタンではなく、家庭用ゲーム機に近い十字キー付のコントローラを採用している。
2016年3月18日にWii U移植版（タイトルはアーケード版と同じ）が、2017年9月22日に追加キャラを加えたSwitch移植版『ポッ拳 POKKÉN TOURNAMENT DX』がそれぞれ発売。
ポケモンメガゲット! /2015年10月稼働開始
ボールを画面に向かって投げ、ポケモンに当てて捕獲するゲーム。
ポケモンガオーレ /2016年7月稼働開始
『トレッタ』の後継作品。本作では長方形型の専用プレート「ガオーレディスク」を用いる。
2020年秋に稼働終了。
ポケモンメザスタ /2020年9月17日稼働開始
『ガオーレ』の後継作品。本作では小型プレート「タグ」を用いる。
2024年7月に稼働終了。
ポケモンフレンダ /2024年7月11日稼働開始
『メザスタ』の後継作品。本作では小型プレート「フレンダピック」を用いる。

### メダルゲーム
POCKET MONSTERS ソーナンスがころんだ! /2006年稼働開始
ポケモンつなひき大会 メダルぜったいゲットだぜ! /2010年稼働開始
ポケモンくるくるゲット /2011年3月稼働開始
ポケモンメダルワールド /2012年1月17日稼働開始
ポケットモンスター バトルナイン /2014年7月稼働開始
ポケモンコロガリーナ /2022年3月14日稼働開始

## スマートフォン向けアプリ・ブラウザゲーム
家庭用ゲーム機向けソフトの移植作品、および家庭用ゲーム機と同時にリリースされたものは上述。
Pokémon TCG Online（Windows・Android・iOS・macOS）/日本国内未展開
海外で2011年3月24日より運営されているポケモンカードゲームを元にしたゲーム。当初はブラウザゲームだったが、後にPC向けアプリゲームに変更され、さらにスマートフォン向けアプリとしても展開された。
海外版のポケモンカードゲームの商品に、ゲーム内で同等のアイテムが手に入るシリアルコードが同梱されている。ルールは実際のポケモンカードゲームと同じだが、国内版とは使用できるカードがわずかに異なる海外版のカードプールが採用されている。
ポケモン言えTAP?（iOS、Android）/2011年7月15日配信開始 (iOS)、同年8月11日配信開始 (Android)
ポケモン関連作品および任天堂グループとして初のスマートフォン/タブレット向けアプリ。
「ポケモン言えるかな?BW」の曲に合わせてポケモンカードをタップする一種の音楽ゲーム。
2011年10月までの限定配信。
ポケモンで学ぶリアル英語 XY対訳スコープ（iOS）/2015年4月9日配信開始
英語を選択して始めた『X・Y』のゲーム中のメッセージの対訳を表示することができるアプリ。3DSの画面をiPhone本体のカメラで撮影して使用する。
2015年11月30日をもって配信終了。
ポケモン音楽図鑑（Android）/2015年5月7日配信開始
ポケモン本編のBGMを観賞できるアプリ。数曲が期間限定で無料で配信され、気に入ったものがあれば有料で随時聴けるようにできた。
2016年6月をもってサービス終了。
おどる?ポケモンおんがくたい（iOS・Android）/2015年6月30日配信開始
2015年の短編映画『ピカチュウとポケモンおんがくたい』の世界を再現したリズムゲーム。流れてくる音符に合わせ画面をタップする。初期のプレイ可能曲は「ガオガオ・オールスター」のみであったが、アップデートで「ゲッタバンバン」「戦闘!野生ポケモン」がプレイ可能となった。
2015年9月30日までの限定配信で、10月31日までプレイ可能だった。
ポケモンコマスター（Android・iOS）/2016年4月12日配信開始（Android）、同月19日配信開始（iOS）
ポケモンのフィギュアを用いたボードゲーム。
基本プレイ無料のアイテム課金型ソフトで、課金額は1か月ごとに上限が設定されている。
2019年10月にサービスを終了。
Pokémon GO（Android・iOS）/2016年7月22日配信開始
GPS（全地球測位システム）やAR（拡張現実）を活用して、現実世界でポケモンの捕獲やバトルなどを体験できるゲーム。基本プレイ無料のアイテム課金型。
拡張デバイス「Pokémon GO Plus」を用いた連動機能もある。
はねろ!コイキング（Android・iOS）/2017年5月23日配信開始
世界で一番弱いとされているポケモン「コイキング」のはねる力を競うゲーム。ピカチュウなどの人気ポケモンがサポートポケモンとして登場する。
ポケモンスクランブルSP（Android・iOS）/2019年5月22日配信開始（Android）・同年7月23日配信開始（iOS）
『ポケモンスクランブル』シリーズ初のスマートフォン向けアプリ。基本プレイ無料のアイテム課金型。
2020年7月22日をもってサービス終了。
ポケモンマスターズ（Android・iOS）/2019年8月29日配信開始
歴代のシリーズに登場したトレーナーとリアルタイムバトルを行うゲーム。基本プレイ無料のアイテム課金型。
ポケモンスマイル（Android・iOS）/2020年6月17日配信開始
スマートフォンのカメラ機能を用い、歯磨きを行う子供の顔を動きを認識してゲームを進めていく、親子向け歯磨き習慣支援ソフト。ゲーム内課金なしの完全無料ソフト。
Pokémon Sleep（Android・iOS）/2023年7月20日配信開始
スマートフォンの加速度センサーとマイクを使って、睡眠時間と睡眠の質を計測して、進めていくゲームアプリ。
Pokémon Trading Card Game Pocket （Android・iOS) /2024年10月30日配信開始
スマートフォン版ポケモンカードゲームで、対戦や収集・トレードを楽しめる。
原作からルールが一部変更されており、手軽に楽しむことができる。

## 電子玩具・知育ゲーム
セガトイズによる電子知育玩具（キッズコミュニケーション ピコ及びアドバンスピコ ビーナ）用のソフトが複数発売されている。ほか、カートリッジ交換が可能な電子玩具にもポケットモンスターをテーマにしたソフトが発売されている。いずれもアニメ版の世界をゲーム化したものである。
ポケットモンスター すうじをつかまえよう!（キッズコミュニケーション ピコ）/2002年7月23日発売
金・銀編の世界を採用。
アニメスペシャル ポケットモンスター（evio）/2003年8月中旬発売
トミーによる電子ヴァイオリン・evio用の楽曲追加メディア。アニメ版の主題歌等10曲が収録されている。
ポケットモンスター アドバンスジェネレーション ひらがな カタカナ かけちゃった!（キッズコミュニケーション ピコ）/2003年11月17日発売
『アドバンスジェネレーション』の世界を採用。ピカチュウデザインのピコ本体とセットになった「ポケットモンスター アドバンスジェネレーション ピコセット」も発売された。
ポケットモンスター アドバンスジェネレーション みんなでピコ ポケモンわいわいバトル!（キッズコミュニケーション ピコ）/2004年7月13日発売
『アドバンスジェネレーション』の世界を採用。真ん中にピカチュウの顔が据えられた専用コントローラを使った2人同時対戦が可能。
ポケットモンスター アドバンスジェネレーション ポケモンすうじバトル!!（アドバンスピコ ビーナ）/2005年10月1日発売
『アドバンスジェネレーション』の世界を採用。
ポケットモンスター ダイヤモンド・パール もじ・かず・ちえあそび（アドバンスピコ ビーナ）/2007年4月21日発売
『ダイヤモンド・パール』の世界を採用。
ポケットモンスター ダイヤモンド・パール ポケモンをさがせ!めいろでだいぼうけん!（アドバンスピコ ビーナ）/2009年9月17日発売
『ダイヤモンド・パール』の世界を採用。
ポケットモンスター ベストウイッシュ 知能育成 ポケモン大運動会（アドバンスピコ ビーナ）/2010年12月4日発売
『ベストウイッシュ』の世界を採用。ビーナ本来付属の「ポケットモンスター ベストウイッシュ 知能育成 ポケモン大運動 ビーナセット」も発売された。

## 外部出演作品
ポケモンシリーズに含まれないが、ポケモンの要素が登場しているゲーム作品について記述する。
大乱闘スマッシュブラザーズシリーズ
任天堂の様々なキャラクターが登場する対戦アクションゲーム。
一部のポケモンがファイター（プレイヤーキャラクター）やアイテム「モンスターボール」から出現するサポートキャラクターや収集要素として登場しており、その中でもピカチュウとプリンは、これまでに発売された全作品でファイターして登場している。また、ポケモンに関連するステージやBGMも収録されている。ポケモンの鳴き声はアニメや映画に準じているが、担当声優が変更されているポケモンも一部存在する。
大乱闘スマッシュブラザーズシリーズの登場キャラクターも参照。
太鼓の達人シリーズ
バンダイナムコ（旧・ナムコ）の音楽ゲーム。ポケモン関連の楽曲が数曲収録されている。当初はアニメ版のオープニングテーマ、エンディングテーマのみだったが、2012年以降はゲーム本編のBGMも収録されるようになった。
ポケットカメラ（ゲームボーイ）/1998年2月21日発売
小型のデジタルカメラ付のソフト（周辺機器扱い）。撮った写真に貼り付けるスタンプの中にポケモンをデザインしたものがある。
ピクロスNP vol.1（スーパーファミコン）/1999年4月1日配信開始
ニンテンドウパワー書き換え専用ソフト。ポケモンを題材にしたピクロスの問題を10問程度収録している。
現在は配信を終了している。
リズムハンター ハーモナイト（ニンテンドー3DS）/2012年9月5日配信開始
ポケモン本編と同じくゲームフリークが開発したリズムアクションゲーム。ポケモン本編のBGMが数曲収録されており、該当ステージの背景もポケモンに関連したものになっている。
バッジとれ〜るセンター（ニンテンドー3DS）/2014年12月17日配信開始
3DSのHOMEメニューに飾れるバッジを集めることができるソフト。2015年9月頃からポケモン関連のバッジが登場している。
スーパーマリオメーカー（Wii U）/2015年9月10日発売
2Dのマリオシリーズのコースを自作できるゲーム。スーパーマリオブラザーズのスキンで使用できる「キャラマリオ」（マリオの外見を変える機能）の中に、ポケモンをデザインしたものがある。『大乱闘スマッシュブラザーズ for Nintendo 3DS / Wii U』のamiiboと連動する関係上、同作にてプレイヤーキャラクターとして登場したポケモンがほとんど。
TETRIS 99（Nintendo Switch）/2019年2月14日配信開始
全国のプレイヤーとテトリスで対戦するソフト。プレイ画面のデザイン・BGMを変更できるカスタムテーマの中に『ソード・シールド』をデザインしたものがある。

## 発売年表
上述したタイトルに加えて、ここでは本編作品も記述する（背景色が淡い青紫色(#ddf)のもの）。ただし、外部出演作品は割愛する。また、表中では以下の略号を用いる。
GB：ゲームボーイ（カラー対応ソフト含む）、GBC：ゲームボーイカラー（専用ソフト）、GBA：ゲームボーイアドバンス、DS：ニンテンドーDS、3DS：ニンテンドー3DS（ダウンロードソフト含む）、N64：NINTENDO 64、GC：ニンテンドー ゲームキューブ、Wii：Wii（Wiiウェア含む）、Wii U：Wii U（ダウンロードソフト含む）、Switch：Nintendo Switch（ダウンロードソフト含む）、mini：ポケモンミニ、AC：アーケードゲーム、iOS：iOS、Android：Android、PICO：キッズコミュニケーション ピコ、Beena：アドバンスピコ ビーナ、VC：バーチャルコンソール
| 発売年 | 発売日   | タイトル                                                                               | プラットフォーム     |
| ------ | -------- | -------------------------------------------------------------------------------------- | -------------------- |
| 1996年 | 2月27日  | ポケットモンスター 赤・緑                                                              | GB                   |
| 1996年 | 10月15日 | ポケットモンスター 青                                                                  | GB                   |
| 1998年 | 3月27日  | ポケットピカチュウ                                                                     | -                    |
| 1998年 | 8月1日   | ポケモンスタジアム                                                                     | N64                  |
| 1998年 | 9月12日  | ポケットモンスター ピカチュウ                                                          | GB                   |
| 1998年 | 12月12日 | ピカチュウげんきでちゅう                                                               | N64                  |
| 1998年 | 12月18日 | ポケモンカードGB                                                                       | GB                   |
| 1999年 | 3月21日  | ポケモンスナップ                                                                       | N64                  |
| 1999年 | 4月14日  | ポケモンピンボール                                                                     | GB                   |
| 1999年 | 4月30日  | ポケモンスタジアム2                                                                    | N64                  |
| 1999年 | 11月21日 | ポケットモンスター 金・銀                                                              | GB                   |
| 1999年 | 11月21日 | ポケットピカチュウカラー 金・銀といっしょ!                                             | -                    |
| 2000年 | 9月21日  | ポケモンでパネポン                                                                     | GBC                  |
| 2000年 | 12月14日 | ポケットモンスター クリスタルバージョン                                                | GBC                  |
| 2000年 | 12月14日 | ポケモンスタジアム金銀                                                                 | N64                  |
| 2001年 | 3月28日  | ポケモンカードGB2 GR団参上!                                                            | GB                   |
| 2001年 | 12月14日 | ポケモンパーティミニ                                                                   | mini                 |
| 2001年 | 12月14日 | ポケモンピンボールミニ                                                                 | mini                 |
| 2001年 | 12月14日 | ポケモンアニメカード大作戦                                                             | mini                 |
| 2001年 | 12月14日 | ポケモンパズルコレクション                                                             | mini                 |
| 2002年 | 3月21日  | ポケモンショックテトリス                                                               | mini                 |
| 2002年 | 4月26日  | ポケモンパズルコレクション Vol.2                                                       | mini                 |
| 2002年 | 7月19日  | ポケモンレースミニ                                                                     | mini                 |
| 2002年 | 7月23日  | ポケットモンスター すうじをつかまえよう!                                               | PICO                 |
| 2002年 | 8月9日   | ピチューブラザーズミニ                                                                 | mini                 |
| 2002年 | 10月18日 | トゲピーのだいぼうけん                                                                 | mini                 |
| 2002年 | 11月21日 | ポケットモンスター ルビー・サファイア                                                  | GBA                  |
| 2002年 | 12月14日 | ポケモンそだてやさんミニ                                                               | mini                 |
| 2003年 | 5月30日  | ポケモンボックス ルビー&サファイア                                                     | GC                   |
| 2003年 | 7月18日  | ポケモンチャンネル 〜ピカチュウといっしょ!〜                                           | GC                   |
| 2003年 | 8月1日   | ポケモンピンボール ルビー&サファイア                                                   | GBA                  |
| 2003年 | 11月17日 | ポケットモンスター アドバンスジェネレーション ひらがな カタカナ かけちゃった!          | PICO                 |
| 2003年 | 11月21日 | ポケモンコロシアム                                                                     | GC                   |
| 2004年 | 1月29日  | ポケットモンスター ファイアレッド・リーフグリーン                                      | GBA                  |
| 2004年 | 7月13日  | ポケットモンスター アドバンスジェネレーション みんなでピコ ポケモンわいわいバトル!     | PICO                 |
| 2004年 | 9月16日  | ポケットモンスター エメラルド                                                          | GBA                  |
| 2004年 | 12月2日  | ポケモンダッシュ                                                                       | DS                   |
| 2005年 | 8月4日   | ポケモンXD 闇の旋風ダーク・ルギア                                                      | GC                   |
| 2005年 | 10月1日  | ポケットモンスター アドバンスジェネレーション ポケモンすうじバトル!!                   | Beena                |
| 2005年 | 10月20日 | ポケモントローゼ                                                                       | DS                   |
| 2005年 | 11月17日 | ポケモン不思議のダンジョン 青の救助隊・赤の救助隊                                      | DS・GBA              |
| 2006年 | 3月23日  | ポケモンレンジャー                                                                     | DS                   |
| 2006年 | 9月28日  | ポケットモンスター ダイヤモンド・パール                                                | DS                   |
| 2006年 | 12月14日 | ポケモンバトルレボリューション                                                         | Wii                  |
| 2006年 |          | POCKET MONSTERS ソーナンスがころんだ!                                                  | AC                   |
| 2007年 | 4月21日  | ポケットモンスター ダイヤモンド・パール もじ・かず・ちえあそび                         | Beena                |
| 2007年 | 7月14日  | ポケモンバトリオ                                                                       | AC                   |
| 2007年 | 9月13日  | ポケモン不思議のダンジョン 時の探検隊・闇の探検隊                                      | DS                   |
| 2007年 | 12月4日  | ポケモンスナップ（VC）                                                                 | Wii                  |
| 2008年 | 3月20日  | ポケモンレンジャー バトナージ                                                          | DS                   |
| 2008年 | 3月25日  | みんなのポケモン牧場                                                                   | Wii                  |
| 2008年 | 9月13日  | ポケットモンスター プラチナ                                                            | DS                   |
| 2008年 | 11月5日  | みんなのポケモン牧場（プラチナ対応版）                                                 | Wii                  |
| 2009年 | 4月18日  | ポケモン不思議のダンジョン 空の探検隊                                                  | DS                   |
| 2009年 | 6月16日  | 乱戦!ポケモンスクランブル                                                              | Wii                  |
| 2009年 | 8月4日   | ポケモン不思議のダンジョン すすめ!炎の冒険団・いくぞ!嵐の冒険団・めざせ!光の冒険団     | Wii                  |
| 2009年 | 9月12日  | ポケットモンスター ハートゴールド・ソウルシルバー                                      | DS                   |
| 2009年 | 9月17日  | ポケットモンスター ダイヤモンド・パール ポケモンをさがせ!めいろでだいぼうけん!         | Beena                |
| 2009年 | 12月5日  | ポケパークWii 〜ピカチュウの大冒険〜                                                   | Wii                  |
| 2010年 | 3月6日   | ポケモンレンジャー 光の軌跡                                                            | DS                   |
| 2010年 | 9月18日  | ポケットモンスター ブラック・ホワイト                                                  | DS                   |
| 2010年 | 12月4日  | ポケットモンスター ベストウイッシュ 知能育成 ポケモン大運動会                          | Beena                |
| 2010年 |          | ポケモンつなひき大会 メダルぜったいゲットだぜ!                                         | AC                   |
| 2011年 | 3月      | ポケモンくるくるゲット                                                                 | AC                   |
| 2011年 | 4月21日  | バトル&ゲット! ポケモンタイピングDS                                                    | DS                   |
| 2011年 | 6月17日  | ポケモン立体図鑑BW                                                                     | 3DS                  |
| 2011年 | 7月15日  | ポケモン言えTAP?                                                                       | iOS                  |
| 2011年 | 8月5日   | ポケモンカードゲームあそびかたDS                                                       | DS                   |
| 2011年 | 8月11日  | スーパーポケモンスクランブル                                                           | 3DS                  |
| 2011年 | 8月11日  | ポケモン言えTAP?                                                                       | Android              |
| 2011年 | 11月12日 | ポケパーク2 〜Beyond the World〜                                                       | Wii                  |
| 2012年 | 1月17日  | ポケモンメダルワールド                                                                 | AC                   |
| 2012年 | 3月17日  | ポケモン+ノブナガの野望                                                                | DS                   |
| 2012年 | 6月23日  | ポケットモンスター ブラック2・ホワイト2                                                | DS                   |
| 2012年 | 6月23日  | ポケモンARサーチャー                                                                   | 3DS                  |
| 2012年 | 7月      | ポケモントレッタ                                                                       | AC                   |
| 2012年 | 7月14日  | ポケモン全国図鑑Pro                                                                    | 3DS                  |
| 2012年 | 11月16日 | ポケモン図鑑 for iOS                                                                   | iOS                  |
| 2012年 | 11月23日 | ポケモン不思議のダンジョン マグナゲートと∞迷宮                                         | 3DS                  |
| 2013年 | 4月24日  | ポケモンスクランブル U                                                                 | Wii U                |
| 2013年 | 8月10日  | ポケモントレッタラボ for ニンテンドー3DS                                               | 3DS                  |
| 2013年 | 10月12日 | ポケットモンスター X・Y                                                                | 3DS                  |
| 2013年 | 12月25日 | ポケモンバンク                                                                         | 3DS                  |
| 2013年 | 12月25日 | ポケムーバー                                                                           | 3DS                  |
| 2014年 | 3月12日  | ポケモンバトルトローゼ                                                                 | 3DS                  |
| 2014年 | 6月5日   | とうぞくと1000びきのポケモン                                                           | 3DS                  |
| 2014年 | 6月19日  | ポケモンアートアカデミー                                                               | 3DS                  |
| 2014年 | 6月23日  | ポケモンカードゲームガチャ                                                             | AC                   |
| 2014年 | 7月      | ポケットモンスター バトルナイン                                                        | AC                   |
| 2014年 | 11月21日 | ポケットモンスター オメガルビー・アルファサファイア                                    | 3DS                  |
| 2014年 | 12月10日 | ポケモンピンボール ルビー&サファイア（VC）                                             | Wii U                |
| 2014年 | 12月24日 | ポケモンカードGB（VC）                                                                 | 3DS                  |
| 2015年 | 2月18日  | ポケとる                                                                               | 3DS                  |
| 2015年 | 4月8日   | みんなのポケモンスクランブル（ダウンロード版）                                         | 3DS                  |
| 2015年 | 4月9日   | ポケモンで学ぶリアル英語 XY対訳スコープ                                                | iOS                  |
| 2015年 | 5月7日   | ポケモン音楽図鑑                                                                       | Android              |
| 2015年 | 6月30日  | おどる?ポケモンおんがくたい                                                            | iOS・Android         |
| 2015年 | 7月16日  | ポッ拳 POKKÉN TOURNAMENT                                                               | AC                   |
| 2015年 | 8月25日  | ポケとる スマホ版                                                                      | iOS・Android         |
| 2015年 | 9月17日  | ポケモン超不思議のダンジョン                                                           | 3DS                  |
| 2015年 | 10月     | ポケモンメガゲット!                                                                    | AC                   |
| 2015年 | 11月19日 | みんなのポケモンスクランブル（パッケージ版）                                           | 3DS                  |
| 2015年 | 12月2日  | ポケモンピクロス                                                                       | 3DS                  |
| 2016年 | 2月3日   | 名探偵ピカチュウ 〜新コンビ誕生〜                                                      | 3DS                  |
| 2016年 | 2月27日  | ポケットモンスター 赤・緑・青・ピカチュウ（VC）                                        | 3DS                  |
| 2016年 | 3月18日  | ポッ拳 POKKÉN TOURNAMENT                                                               | Wii U                |
| 2016年 | 3月23日  | ポケモン不思議のダンジョン 青の救助隊・赤の救助隊（VC）                                | Wii U                |
| 2016年 | 4月6日   | ポケモンスナップ（VC）                                                                 | Wii U                |
| 2016年 | 4月12日  | ポケモンコマスター                                                                     | Android              |
| 2016年 | 4月13日  | ポケモンレンジャー（VC）                                                               | Wii U                |
| 2016年 | 4月19日  | ポケモンコマスター                                                                     | iOS                  |
| 2016年 | 7月      | ポケモンガオーレ                                                                       | AC                   |
| 2016年 | 7月20日  | ポケモン不思議のダンジョン 空の探検隊（VC）                                            | Wii U                |
| 2016年 | 7月22日  | Pokémon GO                                                                             | iOS・Android         |
| 2016年 | 7月27日  | ポケモンレンジャー バトナージ（VC）                                                    | Wii U                |
| 2016年 | 8月3日   | ポケモンレンジャー 光の軌跡（VC）                                                      | Wii U                |
| 2016年 | 11月18日 | ポケットモンスター サン・ムーン                                                        | 3DS                  |
| 2017年 | 5月23日  | はねろ!コイキング                                                                      | iOS・Android         |
| 2017年 | 7月5日   | ポケパークWii 〜ピカチュウの大冒険〜                                                   | Wii U                |
| 2017年 | 9月22日  | ポケットモンスター 金・銀（VC）                                                        | 3DS                  |
| 2017年 | 9月22日  | ポッ拳 POKKÉN TOURNAMENT DX                                                            | Switch               |
| 2017年 | 11月17日 | ポケットモンスター ウルトラサン・ウルトラムーン                                        | 3DS                  |
| 2018年 | 1月26日  | ポケットモンスター クリスタルバージョン（VC）                                          | 3DS                  |
| 2018年 | 3月23日  | 名探偵ピカチュウ                                                                       | 3DS                  |
| 2018年 | 5月30日  | ポケモンクエスト                                                                       | Switch               |
| 2018年 | 6月27日  | ポケモンクエスト                                                                       | iOS・Android         |
| 2018年 | 11月16日 | ポケットモンスター Let's Go! ピカチュウ・Let's Go! イーブイ                            | Switch               |
| 2019年 | 5月22日  | ポケモンスクランブルSP                                                                 | Android              |
| 2019年 | 7月23日  | ポケモンスクランブルSP                                                                 | iOS                  |
| 2019年 | 8月29日  | ポケモンマスターズ                                                                     | iOS・Android         |
| 2019年 | 11月15日 | ポケットモンスター ソード・シールド                                                    | Switch               |
| 2020年 | 2月12日  | Pokémon HOME                                                                           | iOS・Android・Switch |
| 2020年 | 3月6日   | ポケモン不思議のダンジョン 救助隊DX                                                    | Switch               |
| 2020年 | 6月17日  | ポケモンスマイル                                                                       | iOS・Android         |
| 2020年 | 6月24日  | Pokémon Café Mix                                                                       | iOS・Android・Switch |
| 2020年 | 9月17日  | ポケモンメザスタ                                                                       | AC                   |
| 2021年 | 4月30日  | New ポケモンスナップ                                                                   | Switch               |
| 2021年 | 7月21日  | Pokémon UNITE                                                                          | Switch               |
| 2021年 | 9月      | Pokémon UNITE                                                                          | iOS・Android         |
| 2021年 | 11月19日 | ポケットモンスター ブリリアントダイヤモンド・シャイニングパール                        | Switch               |
| 2022年 | 1月28日  | Pokémon LEGENDS アルセウス                                                             | Switch               |
| 2022年 | 3月14日  | ポケモンコロガリーナ                                                                   | AC                   |
| 2022年 | 6月24日  | ポケモンスナップ（NINTENDO 64 Nintendo Switch Online）                                 | Switch               |
| 2022年 | 11月18日 | ポケットモンスター スカーレット・バイオレット                                          | Switch               |
| 2023年 | 4月21日  | ポケモンスタジアム2（NINTENDO 64 Nintendo Switch Online）                              | Switch               |
| 2023年 | 7月20日  | Pokémon Sleep                                                                          | iOS・Android         |
| 2023年 | 8月8日   | ポケモンカードGB（ゲームボーイ Nintendo Switch Online）                                | Switch               |
| 2023年 | 8月8日   | ポケモンスタジアム金銀（NINTENDO 64 Nintendo Switch Online）                           | Switch               |
| 2023年 | 10月6日  | 帰ってきた 名探偵ピカチュウ                                                            | Switch               |
| 2024年 | 7月11日  | ポケモンフレンダ                                                                       | AC                   |
| 2024年 | 8月9日   | ポケモン不思議のダンジョン 赤の救助隊（ゲームボーイアドバンス Nintendo Switch Online） | Switch               |
| 2024年 | 10月6日  | Pokémon Trading Card Game Pocket                                                       | iOS・Android         |